# Josep Bartolí
Josep Bartolí i Guiu (Barcelona, 30 de junio de 1910 - Nueva York, 3 de diciembre de 1995) fue un sindicalista, pintor, escenógrafo, dibujante y escritor español. Nació en 1910 en Barcelona en el seno de una familia vinculada a la música y el arte: su padre, Salvador Bartolí, fue profesor de música y llegó a componer alguna zarzuela. De muy joven comenzó a trabajar como dibujante en la prensa y se implicó en el sindicalismo de la Barcelona de la época.

## Biografía
Fundó el Sindicato de Dibujantes, y durante la Guerra civil española, ejerció de comisario político del POUM. Fue amigo de Victoria Kent. En febrero de 1939, casi al final de la Guerra civil (1936-1939), atravesó la frontera con Francia. A lo largo de dos años, pasaría por siete campos de concentración, el último de ellos el de Bram, de donde se evadió. Detenido por la Gestapo, fue enviado al campo de Dachau, pero en el camino huyó saltando del tren y, tras un largo periplo, llegó a México. Allí retomó su actividad pictórica, entró en contacto con el entorno de Diego Rivera y Frida Kahlo, de quien fue amante, y participó en la fundación de la galería Prisse.
En Estados Unidos fue primer dibujante de la revista Hollyday, donde se convirtió en uno de los artistas más cotizados de la época. Realizó decorados para películas históricas en Hollywood y formó parte del grupo 10th Street, junto con Willem de Kooning, Franz Kline, Jackson Pollock y Mark Rothko.
En 1973 recibió el premio Mark Rothko de Artes Plásticas. Entre sus libros ilustrados se encuentran Calibán (1971), The black man in America (1975) y Campos de concentración (México, 1943; Madrid, España, 2007). Este último título, sobre textos del periodista catalán Narcís Molins i Fàbrega, recoge su extensa serie documental de dibujos a plumilla sobre su experiencia en los campos de concentración.
En 2020 el director de cine de animación Aurel dirigió la película Josep, que describe el exilio de Bartolí y su estancia en los campos franceses, además de su relación con Frida Kahlo.

## El Fondo Bartolí del Archivo Histórico de la Ciudad de Barcelona
El Ayuntamiento de Barcelona y Josep Bartolí firmaron, el 14 de septiembre de 1989, un convenio por el cual el artista donaba a la ciudad un acervo de 116 dibujos, a cambio de un pago vitalicio. De este fondo, solo 26 dibujos fueron creados para publicaciones periódicas. El resto corresponde a las series Guerra, 39 dibujos, y Campos de concentración, 51 dibujos. El conjunto ingresó en el Archivo Histórico de la Ciudad de Barcelona (AHCB) el 13 de noviembre de 1989.
De los 26 dibujos citados, cabe destacar aquellos en los que se refleja el trauma de la guerra, con un carácter dramático y grotesco, que Bartolí dibujó para el diario político Mundo. Socialismo y Libertad, publicado en la Ciudad de México, por republicanos españoles refugiados, durante los años 1943-1945.
El fondo Bartolí del AHCB conserva también cuatro retratos de ciudades, dibujos realizados para la revista Holiday, editada en Filadelfia entre los años 1946 y 1970. La colaboración en publicaciones periódicas de Bartolí finaliza con dos dibujos alusivos a textos con motivaciones políticas, publicados en Gauche Européenne, revista mensual editada en París, entre los años 1953 y 1958, por el Movimiento Socialista para los Estados Unidos de Europa.